# Milltown-Head of Bay d'Espoir
Milltown-Head of Bay d'Espoir is een gemeente (town) in de Canadese provincie Newfoundland en Labrador. De gemeente bevindt zich aan de zuidkust van het eiland Newfoundland.

## Geografie
De gemeente bestaat uit de vlak bij elkaar gelegen plaatsen Milltown en Head of Bay d'Espoir. Beide plaatsen liggen aan het uiteinde van Bay d'Espoir, een lange en smalle baai aan Newfoundlands zuidkust, op zo'n 50 km vaarafstand van de open zee. De gemeente is bereikbaar via provinciale route 361 en ligt ten noorden van Morrisville en ten zuidoosten van St. Veronica's.

## Geschiedenis
In 1969 riep de provincieoverheid het local improvement district Milltown-Head of Bay d'Espoir in het leven. De dorpen Milltown en Head of Bay d'Espoir, die tot dan allebei zelfstandige gemeenten met het statuut van local government community waren, werden zo verenigd onder één gemeentebestuur.
Tegen 1976 was de status van de gemeente reeds veranderd naar die van rural district. Op basis van de Municipalities Act van 1980 werd het rural district als bestuursvorm afgeschaft en kreeg de gemeente automatisch de status van town.
In 1994 liet de provinciale overheid een haalbaarheidsonderzoek voeren naar de eventuele creatie van een fusiegemeente bestaande uit Milltown-Head of Bay d'Espoir en Morrisville. De fusie vond echter nooit plaats en Milltown-Head of Bay d'Espoir bleef gewoon als zelfstandige gemeente voortbestaan.
Op 17 januari 2017 stak een 48-jarige man uit buurt de school, het Royal Canadian Mounted Police-kantoor en het gebouw dat het gemeentehuis, de brandweerkazerne en lokale museum huisvestte in brand. Alle drie de gebouwen leden enorme materiële schade. Kinderen moesten jarenlang naar school gaan in een tijdelijke faciliteit in St. Alban's, totdat er in die gemeente eind 2021 een nieuw gebouwde school opende.

## Demografie
Demografisch gezien is Milltown-Head of Bay d'Espoir, net zoals de meeste kleine gemeenten op Newfoundland, al decennia aan het krimpen. Tussen 1981 en 2021 daalde de bevolkingsomvang van 1.376 naar 669. Dat komt neer op een daling van 707 inwoners (-51,4%) in 40 jaar tijd.
| Demografische ontwikkeling van Milltown-Head of Bay d'Espoir tussen 1971 en 2021 |
| -------------------------------------------------------------------------------- |
|                                                                                  |
| Bron: Statistics Canada (1971–1986, 1991–1996, 2001–2006, 2011–2016, 2021)       |